# 小針清允
小針清允（1977年6月12日—），前日本職業足球員，日本20歲以下足球代表隊成員。

## 俱乐部生涯
1996年，小針清允在川崎綠茵开始足球生涯。2001年转会至神戶勝利船，2002年转会至仙台維加泰，2008年转会至栃木SC，2010年转会至鳥取飛翔。2014年，引退。

## 日本國家足球隊
小針清允参加了1997年世界青年錦標賽。

## 外部連結
- （日語）J.League Data Site （页面存档备份，存于）